# Nicolás Meaurio
Nicolás Gabriel Meaurio (Florencio Varela, Buenos Aires, Argentina) es un futbolista argentino. Juega de delantero en el Racing Club de la Primera División de Argentina.

## Trayectoria

### Racing Club
Nicolás Meaurio llegó a Racing Club en 2012, con apenas 9 años de la mano de Monchi Medina, histórico utilero del club y encargado de la captación de juveniles. De allí, pasó a jugar en las divisiones inferiores de la Academia, hasta llegar a la reserva, en donde se convirtió goleador.
Su debut como profesional se produjo el 20 de junio del 2022, en la derrota 3-1 frente a Gimnasia de La Plata. Como dato de color, es el centésimo juvenil que llegó a debutar en la primera de Racing desde la creación del predio Tita Mattiussi.

### Guaireña Fútbol Club
En 2023, tras firmar su primer contrato como profesional con Racing Club, fue transferido en condición de préstamo por un año a Guaireña Fútbol Club de la Primera División de Paraguay.

## Selección nacional
El 19 de agosto del 2022, fue convocado en la lista de preselección sub-20 por Javier Mascherano. Allí, se coronó campeón de un torneo cuadrangular amistoso jugado en Uruguay.

## Clubes
| Club                | País      | Año       |
| ------------------- | --------- | --------- |
| Racing Club         | Argentina | 2020-Act. |
| Guaireña (préstamo) | Paraguay  | 2023      |